# Szentgotthárdi kistérség

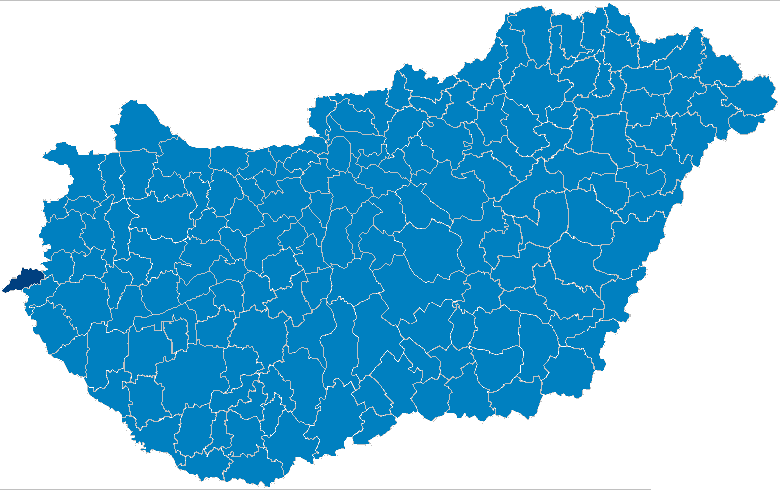
A Szentgotthárdi kistérség

A Szentgotthárdi kistérség egy kistérség volt Vas megyében, központja Szentgotthárd volt. Területe: 233,43 km², lakosainak száma[mikor?] 14 983, településeinek száma 15 volt. 2014-ben az összes többi kistérséggel együtt megszűnt.

## Települései
| Alsószölnök | Apátistvánfalva | Csörötnek   | Felsőszölnök  | Gasztony       |
| Kétvölgy    | Magyarlak       | Nemesmedves | Orfalu        | Rábagyarmat    |
| Rátót       | Rönök           | Szakonyfalu | Szentgotthárd | Vasszentmihály |

## Fekvése
Vas megye délnyugati csücskében, a magyar-osztrák-szlovén hármashatár térségében terült el. Az Alpok nyúlványainak köszönhetően klímája szubalpin jellegű volt. Területén található tájegységek a Vendvidék és a Rába-vidék, néhány település ill. Szentgotthárd külterületeinek egy része az Őrségi Nemzeti Park területén helyezkedik el.